# ニコバル諸島

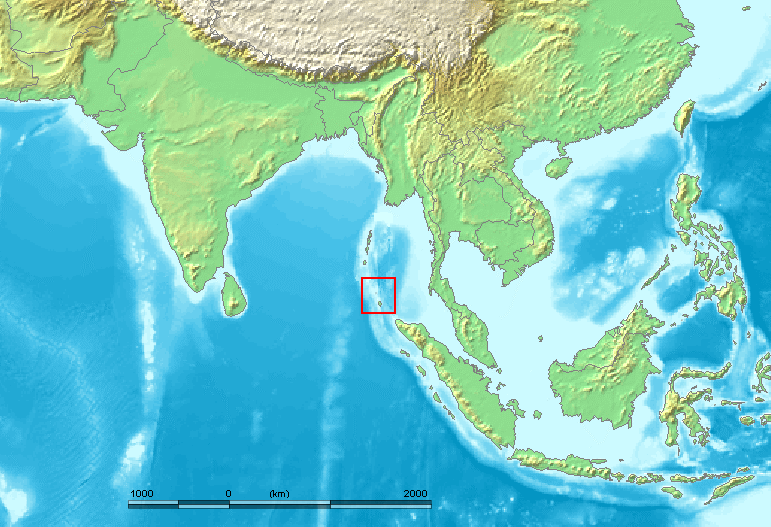
ニコバル諸島の位置

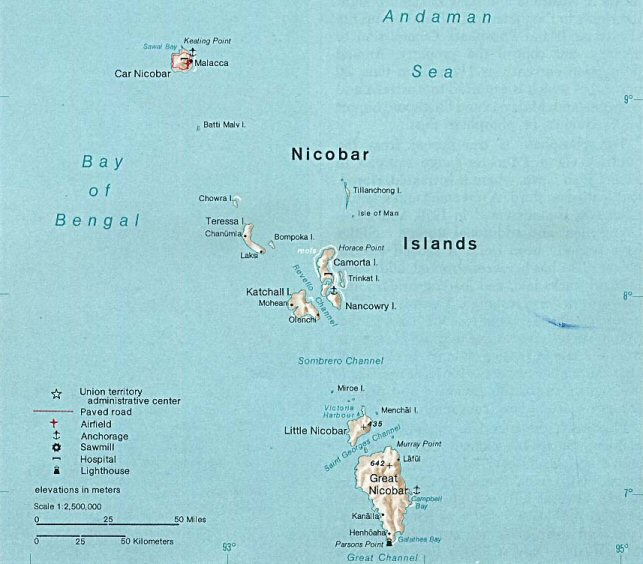
ニコバル諸島の地図

ニコバル諸島（ニコバルしょとう、Nicobar Islands）は、インド洋のベンガル湾に浮かぶ22の島々からなる諸島。北方にあるアンダマン諸島（一部除く）と共に、インドの連邦直轄地域アンダマン・ニコバル諸島を成している。
主な島は北からカール・ニコバル島、カモルタ島、ナンカウリ島、小ニコバル島、大ニコバル島など。
総面積は1,841km2、人口42,026人（2001年）。65%が先住民で、35%がインドやスリランカからの移民である。

## 歴史

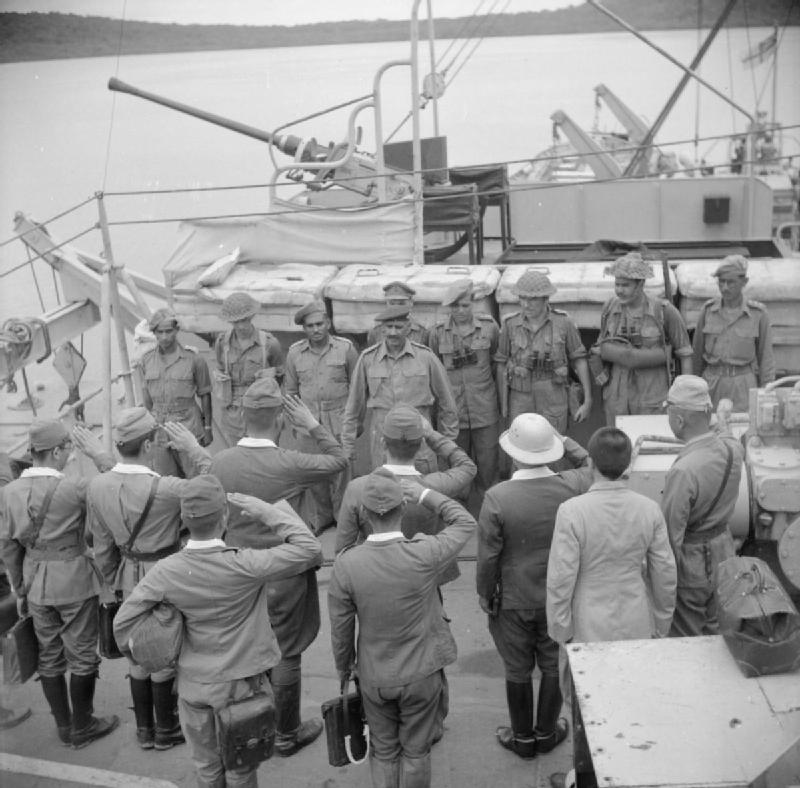
ニコバル諸島再占領の為に派遣されてきた英国軍人に敬礼する日本軍人（1945年）

1754年から1756年にかけて、デンマーク東インド会社によって植民地化が試みられた。その後は中断と再開をくり返したが、マラリア感染などのため、1848年に植民地化は放棄された。
それらの間の1778年、オーストリアから東アジアへの貿易授業への後援と特権を得たイギリス東インド会社元社員のヴィルヘルム・ボルツ (Wilhelm Bolts) がニコバル諸島で土地を取得。そこはのちにオーストリア政府から在外拠点として公認されたが、数年で放棄に至った。
その後1868年にデンマークの領有権をイギリスが購入し、1869年には英領インドの流刑地となった。
第二次世界大戦中の1942年から1945年にかけて日本軍が占領した（日本軍によるアンダマン・ニコバル諸島の占領）。
2004年12月26日に起こったスマトラ島沖地震で大きな被害を受けた。

## 島名の由来
ニコバル諸島の存在は、すでに7世紀の義浄の報告に記されている。13世紀のマルコ・ポーロによれば、ニコベラン（Nicoveran:『裸』の意味）と呼ばれていた。後から訪れたポルトガル宣教師は、ニクバル（Nicubar）となまって発音したことから、今日のニコバルの名となった。

## 地理
島の沿岸にはサンゴ礁が発達している。大ニコバル島を除けば河川は見られず、住民の飲料水は雨水、湧き水に依存している。
気候は一年中高温多湿の赤道海洋性気候で、気温は22～30度、年平均降水量は2500～3000mmで、冬の3ヶ月間を除いては、サイクロンの襲来に悩まされている。

## 産業
ジャングルを切り開いてのプランテーション農業が行われ、そこで栽培されるココヤシ、タコノキ、バナナは商品としても島民の食料としても重要である。穀物はほとんど栽培されていない。他にコプラなどの木材、香辛料などが輸出されている。
漁業も盛んで、住民はカヌーに乗って、2～3日の行程で漁を行うが、とれた魚介類のほとんどが島内で消費される。
島民の家畜としては野豚が重要で、ココヤシが飼料として与えられるため、ココヤシの輸出を圧迫している。

## 住民
人口42,026人（2001年）。65%が先住民（ニコバル人、ションペン人）で、35%がインドやスリランカからの移民である。
先住民のニコバル人はオーストロアジア語族のニコバル諸語を話し、Y染色体ハプログループO1b1系統が100%を占める。